# Bayamón
Bayamón (El Pueblo del Chicharrón) ist eine Stadt im Norden von Puerto Rico.

## Geschichte
Die Stadt wird gelegentlich mit dem Beinamen El Pueblo del Chicharrón (‚Dorf der Schweineschwarte‘) versehen. Juan Ramírez de Arrellano verlieh Bayamón am 22. Mai 1772 Stadtrechte. Der Name leitet sich angeblich von einem einheimischen Indianerhäuptling namens Bahamon ab; anderen Angaben zufolge ist der Name von dem Taíno-Wort Bayamongo abgeleitet, dem Namen eines Flusses, der durch die Stadt fließt.

## Sonstiges
Bayamón ist eine der größten Städte auf Puerto Rico. Sie liegt in einem von fünf Ballungsräumen der Insel. Sie ist in die Distrikte Buena Vista, Cerro Gordo, Dajaos, Guaraguao Abajo, Guaraguao Arriba, Hato Tejas, Juan Sánchez, Minillas, Nuevo, Pájaros, Pueblo and Santa Olaya aufgeteilt.
Eine Besonderheit ist die Stadthalle, die über eine Straße führt. An der Stelle ist der Boden transparent, so dass die Besucher unter sich die Fahrzeuge sehen können.
In Bayamón fährt seit 2003 der Tren Urbano. Daneben fährt eine weitere Bahn im Park Trensito.
Die Stadt ist der Sitz von drei Universitäten:
- Universidad Central de Bayamón (UCB)
- American University
- National College

## Söhne und Töchter der Stadt
- Pedro Ortiz Dávila (1912–1986), Sänger
- Braulio Castillo (1933–2015), Schauspieler
- Orlando Maldonado (* 1959), ehemaliger Boxer
- Hector „Macho“ Camacho (1962–2012), Box-Weltmeister
- Raymond Acevedo (* 1971), Popmusiker, Sänger, Schauspieler und Visual Artist
- Omar Rodriguez Lopez (* 1975), Gitarrist von The Mars Volta
- Chencho (* 1979), Teil des Reggaeton-Duos Plan B
- Yadier Molina (* 1982), Baseballspieler
- Farruko (* 1991), Reggaeton-Sänger
- Mora (* 1992), Reggaeton-Produzent und Songwriter
- Benito Antonio Martínez Ocasio (Bad Bunny) (* 1994), Latin-Rap- und Reggaeton-Sänger
- Villano Antillano (* 1995), Rapperin, Sängerin und Texterin
- Andrés Arroyo (* 1995), Leichtathlet
- Jeyvier Cintrón (* 1995), Boxer
- Paola Andino (* 1998), US-amerikanische Schauspielerin